# 吳邦相
吴邦相（1572年—？），字立甫，號對廷，浙江杭州府仁和县民籍，直隶徽州府休宁县人，明朝政治人物。

## 生平
萬曆二十五年（1597年）丁酉科應天乡试举人，二十九年（1601年）辛丑科進士，吏部觀政，三十年授曹州知州，三十八年行取，升任禮部仪制司员外郎，万历三十八年四月为正使，奉命册封代府和川王，四十年晉礼部主客司郎中，四十一年五月升山东提學副使，四十四年升本省參政。